# かがり美少女イラストコンテスト
かがり美少女イラストコンテスト（かがりびしょうじょイラストコンテスト）は、秋田県雄勝郡羽後町で行われるイベントである。

## 概要
「茅葺き民家と女の子」をテーマにしたイラストのコンテスト。
雄勝郡羽後町西馬音内商店街の夏祭り「かがり火天国」の会場内で行われる。

## 日時
- 7月11日（土）18:30～21:30（2015年）

イラストコンテストの作品展示は15:00頃から

## 会場
- 羽後町かがり火広場:〒012-1131 秋田県雄勝郡羽後町西馬音内本町31